# Walter Putz
Walter Putz (* 2. April 1924 in Bad Altheide, Landkreis Glatz, Provinz Niederschlesien; † 21. Juni 2015 in Baden-Baden) war ein deutscher Oberkellner in Brenners Parkhotel in Baden-Baden und Sammler einer umfangreichen Bibliotheca Gastronomica und einer Gottfried Benn Sammlung.

## Leben
Walter Putz begann eine Hotelausbildung 1938 im Hotel Vierjahreszeiten in Breslau, dann in Bansin und Stettin. Die Eltern – der Vater war Kutscher in der Grafschaft Glatz – wurden 1946 ausgewiesen und ließen sich in Meißen nieder. Walter Putz kam 1947 aus der Kriegsgefangenschaft zurück und arbeitete seit 1951/52 im Kaiserhof in Essen, dann in Garmisch, Konstanz, 1949/50 im Bayerischen Hof München. Es folgten Stationen in Badenweiler, Bad Pyrmont und Essen. Seit 1955 arbeitete er fest in Brenners Parkhotel.

## Sammlung
Anfang der 1950er Jahre erwarb Putz mit einer Ausgabe von Jean Anthelme Brillat-Savarins Physiologie des Geschmacks sein erstes gastronomisches Werk. Es bildete den Ausgangspunkt für seine Sammlung, die er stetig ausbaute und die bald das Interesse von Gastrosophen und Bibliophilen weckte.
Im Juni 2005 übergab er seine auf mehr als 4000 Bände des 16. bis 21. Jahrhunderts angewachsene Bibliotheca Gastronomica der Sächsischen Landesbibliothek – Staats- und Universitätsbibliothek Dresden (SLUB) als Schenkung. Alle Werke sind online im  SLUB-Katalog recherchierbar, eine Auswahl von mehr als 400 Bänden wurde digitalisiert. Im Mai 2008 wurde seine Sammlung mit einer Ausstellung in der Badischen Landesbibliothek präsentiert, und Walter Putz mit einer Tafelrunde der Gastronomischen Akademie Deutschlands in Brenners Parkhotel geehrt. 2010 vermachte Putz der Sächsischen Landesbibliothek auch seine Sammlung über Gottfried Benn.